# Seznam dílů seriálu Alvin a Chipmunkové
Toto je seznam dílů seriálu Alvin a Chipmunkové.

## Přehled řad
| Řada | Díly          | Premiéra ve Francii | Premiéra ve Francii | Premiéra v ČR  | Premiéra v ČR  |
| Řada | Díly          | První díl           | Poslední díl        | První díl      | Poslední díl   |
| ---- | ------------- | ------------------- | ------------------- | -------------- | -------------- |
| 1    | 26            | 30. března 2015     | 13. listopadu 2015  | 29. února 2016 | 31. října 2016 |
| 2    | 26            | 16. listopadu 2016  | 3. října 2017       | 13. února 2017 | 8. února 2018  |
| 3    | 26            | 18. dubna 2018      | 28. února 2019      | 4. června 2018 | bude oznámeno  |
| 4    | 26            | 2. července 2019    | 7. března 2021      | bude oznámeno  | bude oznámeno  |
| 5    | 26            | 8. března 2021      | bude oznámeno       | bude oznámeno  | bude oznámeno  |
| 6    | bude oznámeno | bude oznámeno       | bude oznámeno       | bude oznámeno  | bude oznámeno  |
| 7    | bude oznámeno | bude oznámeno       | bude oznámeno       | bude oznámeno  | bude oznámeno  |

## Seznam dílů

### První řada (2015)
| Č. v seriálu | Č. v řadě | Původní název                              | Český název                                | Scénář                                                                 | Premiéra v Francii                   | Premiéra v ČR                  | Prod. kód |
| ------------ | --------- | ------------------------------------------ | ------------------------------------------ | ---------------------------------------------------------------------- | ------------------------------------ | ------------------------------ | --------- |
| 1            | 12        | Talking TeddyPrincipal Interest            | Mluvící méďaŘeditelka                      | Janice Karman a Michael BagdasarianJanice Karman                       | 30. března 201531. března 2015       | 29. února 2016                 | 101       |
| 2            | 34        | A Is for AlienJeanette Enchanted           | Máme tu marťanyOčarovaná Jeanette          | Janice Karman a Michael BagdasarianJanice Karman a Vanessa Bagdasarian | 1. dubna 20152. dubna 2015           | 1. března 2016                 | 102       |
| 3            | 56        | Sister ActLil' T                           | Sestry v akciMini T                        | Peter SaisselinJanice Karman a Michael Bagdasarian                     | 3. dubna 20154. května 2015          | 2. března 20163. března 2016   | 103       |
| 4            | 78        | What a GemFamily Spirit                    | To je ale pokladRodinný duch               | Janice Karman a Michael BagdasarianThomas Forwood                      | 6. dubna 201514. října 2015          | 6. března 20167. března 2016   | 104       |
| 5            | 910       | The AppDon Juan Theodoro                   | AplikaceDon Juan Theodoro                  | Peter SaisselinDavid Sauerwein                                         | 6. května 20153. září 2015           | 8. března 20169. března 2016   | 105       |
| 6            | 1112      | AlbrittinaSimon for President              | AlbrittinaPrezidentské volby               | Peter SaisselinJanice Karman a Michael Bagdasarian                     | 5. května 20158. května 2015         | 10. března 201613. března 2016 | 106       |
| 7            | 1314      | To Serve and ProtectKickin' It Old School  | Pomáhat a chránitStará škola               | Janice Karman                                                          | 13. října 201512. října 2015         | 14. března 201615. března 2016 | 107       |
| 8            | 1516      | Clowning AroundBully for You               | ŠaškováníNo bravo                          | Janice Karman a Michael BagdasarianJanice Karman                       | 2. dubna 20156. dubna 2015           | 16. března 201617. března 2016 | 108       |
| 9            | 1718      | My Sister the WeirdoTurf War               | Moje divná sestraVálka gangů               | Janice KarmanPeter Saisselin                                           | 31. srpna 20152. září 2015           | 20. března 201621. března 2016 | 109       |
| 10           | 1920      | Good Luck Mr. WhiskersWho's Your Daddy     | Hodně štěstí, pane FouskuKdo je tvůj taťka | Michael BagdasarianJanice Karman                                       | 1. května 201530. března 2015        | 22. března 201623. března 2016 | 110       |
| 11           | 2122      | Mystic MountainCandy Confessions           | Mystická horaSladké přiznání               | Michael BagdasarianJanice Karman                                       | 31. března 20151. dubna 2015         | 24. března 201627. března 2016 | 111       |
| 12           | 2324      | Mojo MissingWho's the Animal               | Ztracené kouzloCo je to za zvíře?          | Peter SaisselinJanice Karman a Michael Bagdasarian                     | 7. září 201531. března 2015          | 28. března 201629. března 2016 | 112       |
| 13           | 2526      | Slippin' Thru My FingersDriving Dave Crazy | Skrz prstyK zbláznění                      | Janice Karman                                                          | 30. března 20157. května 2015        | 30. března 201631. března 2016 | 113       |
| 14           | 2728      | Safety ThirdMister Manners                 | Bezpečnost předevšímPan Slušňák            | Janice KarmanPeter Saisselin                                           | 1. září 20153. září 2015             | 13. června 201614. června 2016 | 114       |
| 15           | 2930      | The Tree HouseSaving Simon                 | Dům na stroměZachraňte Simona              | Janice KarmanPeter Saisselin                                           | 4. září 20152. září 2015             | 15. června 201616. června 2016 | 115       |
| 16           | 3132      | Back to SchoolBromance                     | Zpátky ve školeKámoši                      | Janice Karman                                                          | 4. září 20151. září 2015             | 17. června 201620. června 2016 | 116       |
| 17           | 3334      | A Room of One's OwnCarts and Crafts        | Můj vlastní pokojíčekHon na košíky         | Fabrice ZiolkowskiReid Harrison                                        | 7. září 201516. října 2015           | 21. června 201622. června 2016 | 117       |
| 18           | 3536      | Going GreenTattle Tail                     | Přírodě vstřícŽvanílek                     | Janice KarmanPeter Saisselin                                           | 19. října 201520. října 2015         | 23. června 201624. června 2016 | 118       |
| 19           | 3738      | She's Got StyleSuper Heroes                | Má prostě stylSuperhrdinové                | Peter SaisselinReid Harrison                                           | 16. října 201515. října 2015         | 27. června 201628. června 2016 | 119       |
| 20           | 3940      | Kiss ConspiracyHouse Guests                | Spiknutí rtůHosté                          | Peter SaisselinJean-Phillipe Robin a Peter Saisselin                   | 15. října 201528. října 2015         | 12. září 201613. září 2016     | 120       |
| 21           | 4142      | TheozillaDoggone It                        | TheozillaPejskovačka                       | Reid Harrison                                                          | 29. října 201530. října 2015         | 14. září 201615. září 2016     | 121       |
| 22           | 4344      | MutinyReality or Not                       | VzpouraPravda nebo lež                     | Peter SaisselinMichael Badgasarian                                     | 2. listopadu 20153. listopadu 2015   | 16. září 201619. září 2016     | 122       |
| 23           | 4546      | Let Them Eat CrumbsWho Ghosts There        | Ať si dají drobkyKomu tu straší            | Janice KarmanMarie Beardmore a Peter Saisselin                         | 4. listopadu 20155. listopadu 2015   | 20. září 201631. října 2016    | 123       |
| 24           | 4748      | Alvin's Secret PowersWarbie                | Alvinovo tajemstvíPečovatel                | Janice Karman                                                          | 6. listopadu 20159. listopadu 2015   | 21. září 201627. září 2016     | 124-126   |
| 25           | 4950      | I Will SurviveAlvin's Got a Brand New Bag  | Přežiju toAlvin a kabelka                  | Fabrice Ziolkowski a Peter SaisselinPauline Gentile                    | 10. listopadu 201511. listopadu 2015 | 22. září 201626. září 2016     | 124-125   |
| 26           | 5152      | Art for Art's SakeMancave                  | Umění je uměníChlapský doupě               | Reid HarrisonPeter Saisselin                                           | 12. listopadu 201513. listopadu 2015 | 23. září 201628. září 2016     | 125-126   |

### Druhá řada (2016–2017)
| Č. v seriálu | Č. v řadě | Původní název                               | Český název                             | Scénář                                                           | Premiéra v Francii                   | Premiéra v ČR                  | Prod. kód |
| ------------ | --------- | ------------------------------------------- | --------------------------------------- | ---------------------------------------------------------------- | ------------------------------------ | ------------------------------ | --------- |
| 27           | 12        | Dog DaysDragon Dad                          | Psí dnyDračí táta                       | Janice KarmanPeter Saisselin                                     | 16. listopadu 201517. listopadu 2015 | 13. února 201714. února 2017   | 201       |
| 28           | 34        | Members OnlyThe New Kid                     | Jen pro členyNový spolužák              | Janice Karman a Reid HarrisonJanice Karman                       | 18. listopadu 201530. srpna 2016     | 15. února 201716. února 2017   | 202       |
| 29           | 56        | Simon the SuperbThe Sub                     | Magický SimonSupl                       | Janice Karman a Michael BagdasarianJanice Karman                 | 31. srpna 2016                       | 17. února 201720. února 2017   | 203       |
| 30           | 78        | Lights Camera Uh-OhWax Dave                 | Světla, kamera, jejdaVoskový Dave       | Michael BagdasarianJanice Karman                                 | 1. září 2016                         | 21. února 201722. února 2017   | 204       |
| 31           | 910       | Brittany the Body SnatcherAgent Smith       | Zlodějka těl BrittanyAgentka Smithová   | Janice KarmanPeter Saisselin                                     | 2. září 2016                         | 23. února 201724. února 2017   | 205       |
| 32           | 1112      | Baby WhispererLet's Make a Deal             | MiminkomilDohoda je dohoda              | Janice KarmanReid Harrison                                       | 5. září 2016                         | 15. května 201716. května 2017 | 206       |
| 33           | 1314      | Munk ManRide Along                          | ChipmunPořádná jízda                    | Janice KarmanMichael Bagdasarian                                 | 30. srpna 2016                       | 18. května 201717. května 2017 | 207       |
| 34           | 1516      | Alvin's Wild WeekendFor Whom the Bell Tolls | Alvinův divoký víkendKomu zvoní zvony   | Janice KarmanBart Coughlin                                       | 3. října 2016                        | 22. května 201719. května 2017 | 208       |
| 35           | 1718      | iHearSwitch Witch                           | VyslyšenoMěnička                        | Peter SaisselinReid Harrison                                     | 4. října 20165. října 2016           | 23. května 201711. září 2017   | 209       |
| 36           | 1920      | Double TroubleLiar Liar                     | Dvojitý průšvihLhář, lhář               | Janice Karman a Michael BagdasarianJanice Karman                 | 4. října 20165. října 2016           | 24. května 201725. května 2017 | 210       |
| 37           | 2122      | Suck ToadSecret Admirer                     | Ropuší přísavkaTajný ctitel             | Janice Karman                                                    | 6. října 2016                        | 11. září 201726. května 2017   | 211       |
| 38           | 2324      | Un-send!"The Orb"                           | Ne-poslatKoule                          | Bart CoughlinJanice Karman                                       | 7. října 2016                        | 12. září 2017                  | 212       |
| 39           | 2526      | The Music BoxSpecial Delivery               | Hrací skříňkaSpeciální balík            | Peter SaisselinAnne Baraou a Reid Harrison                       | 19. prosince 2016                    | 13. září 2017                  | 213       |
| 40           | 2728      | Missing Miss SmithMonster Madness           | Stesk po paní učitelceDěsný úděs        | Michael BagdasarianBart Coughlin                                 | 20. prosince 2016                    | 14. září 2017                  | 214       |
| 41           | 2930      | Super GirlsHeld Back                        | SuperholkyPropadák                      | Janice Karman                                                    | 21. prosince 2016                    | 15. září 2017                  | 215       |
| 42           | 3132      | It's My PartyKeeping Up With the Humphries  | To je moje oslavaDržet krok s boháči    | Michael BagdasarianBart Coughlin                                 | 22. prosince 2016                    | 18. září 2017                  | 216       |
| 43           | 3334      | We're The ChipmunksSave the Dance           | My jsme ChipmunkovéTaneční záchrana     | Michael BagdasarianJanice Karman                                 | 30. prosince 2016                    | 19. září 2017                  | 217       |
| 44           | 3536      | The TempParent Trap                         | ZáskokRodičkovská past                  | Janice KarmanPeter Saisselin                                     | 23. ledna 2017                       | 20. září 2017                  | 218       |
| 45           | 3738      | KnightsSnake Charmer                        | RytířiHadí kouzelník                    | Janice Karman a Michael BagdasarianJanice Karman                 | 24. ledna 2017                       | 21. září 2017                  | 219       |
| 46           | 3940      | ViralBrothers of Dagarack                   | VirálBratři z Dagaracku                 | Bart Coughlin                                                    | 25. ledna 2017                       | 23. ledna 201822. ledna 2018   | 220       |
| 47           | 4142      | OverlookedWish Upon a Star                  | PřehlíženýPřání pod padající hvězdou    | Catherine Guillot-Bonté a Peter SaisselinCatherine Guillot-Bonté | 3. března 20176. března 2017         | 24. ledna 201825. ledna 2018   | 221       |
| 48           | 4344      | Jeanette's Secret GardenTreasure Hunt       | Jeanette a tajná zahradaHon za pokladem | Michael Bagdasarian                                              | 3. března 20177. března 2017         | 29. ledna 201826. ledna 2018   | 222       |
| 49           | 4546      | He Said She SaidAttack of the Zombies       | Ten řekl to a ta zas tohleÚtok zombíků  | Bart CoughlinPeter Saisselin                                     | 6. března 201729. září 2017          | 31. ledna 201830. ledna 2018   | 223       |
| 50           | 4748      | Summer CampBlabber Mouth                    | Letní táborKecálek                      | Janice KarmanJanice Karman a Peter Saisselin                     | 29. září 201725. února 2017          | 1. února 20182. února 2018     | 224       |
| 51           | 4950      | Wacky WednesdayThe Chipmunk and the Catfish | Střelená středaPřítel na telefonu       | Peter Saisselin a Catherine Walton WardMichael Bagdasarian       | 7. března 20172. října 2017          | 5. února 20186. února 2018     | 225       |
| 52           | 5152      | Time FliesPrank Calls                       | Čas letíTelefonní nachytávky            | Janice KarmanMichael Bagdasarian                                 | 3. října 2017                        | 8. února 20187. února 2018     | 226       |

### Třetí řada (2018–2019)
| Č. v seriálu | Č. v řadě | Původní název                           | Český název                                    | Scénář                                                                   | Premiéra v Francii                 | Premiéra v ČR                  | Prod. kód |
| ------------ | --------- | --------------------------------------- | ---------------------------------------------- | ------------------------------------------------------------------------ | ---------------------------------- | ------------------------------ | --------- |
| 53           | 12        | The Karate KidderPlaying Favorites      | Karate KiďákOblíbenci                          | Janice Karman                                                            | 6. dubna 20189. dubna 2018         | 4. června 20185. června 2018   | 301       |
| 54           | 34        | Back to BasicsReport Cards              | Návrat ke kořenůmVysvědčení                    | Janice KarmanMichael Bagdasarian                                         | 10. dubna 201811. dubna 2018       | 6. června 20187. června 2018   | 302       |
| 55           | 56        | The Cat SitterAddicted                  | HlídačičiZávisláci                             | Janice KarmanBart Coughlin                                               | 12. dubna 201813. dubna 2018       | 8. června 201811. června 2018  | 303       |
| 56           | 78        | Spoiler-ItisSomething's Fishy           | VyzrazovačkaRybí tajemství                     | Bart CoughlinBarbara Weber-Boustani                                      | 10. května 201811. května 2018     | 12. června 201813. června 2018 | 304       |
| 57           | 910       | Baby Mama DramaBallet Boys              | Být mama je dramaBaleťáci                      | Janice KarmanBart Coughlin                                               | 14. května 201815. května 2018     | 14. června 201815. června 2018 | 305       |
| 58           | 1112      | Oh Brother Where Art ThouThe Wall       | Kde jsi bráško?Na zdi                          | Janice KarmanMichael Bagdasarian                                         | 16. května 201817. května 2018     | 10. září 201811. září 2018     | 306       |
| 59           | 1314      | The GiftTheo Knows Best                 | DárekTheo to ví nejlíp                         | Peter Saisselin a Amy SerafinJanice Karman                               | 30. srpna 2018                     | 12. září 201813. září 2018     | 307       |
| 60           | 1516      | SimskyLucky Day                         | SprejerŠťastný den                             | Catherine Guillot-Bonte a Peter SaisselinJason Lethcoe                   | 31. srpna 2018                     | 14. září 201817. září 2018     | 308       |
| 61           | 1718      | CuriosityHouse Pest                     | ZvědavostDomácí škůdce                         | Bart CoughlinJanice Karman                                               | 3. září 2018                       | 18. září 201819. září 2018     | 309       |
| 62           | 1920      | The FugitivesSherlock Chipmunk          | UprchlíciČiperný Sherlock                      | Bart CoughlinJason Lethcoe                                               | 28. září 2018                      | 20. září 201821. září 2018     | 310       |
| 63           | 2122      | Independence DayOpposites Attract       | Den nezávislostiProtiklady se přitahují        | Janice KarmanJanice Karman a Michael Bagdasarian                         | 1. října 2018                      | 15. října 2018                 | 311       |
| 64           | 2324      | Temporary MomTee Fore Two               | Dočasná mámaTak odpal                          | Janice Karman a Michael BagdasarianJason Lethcoe                         | 2. října 2018                      | 16. října 2018                 | 312       |
| 65           | 2526      | School AloneIt Came from Outer Space    | Sami ve školeSpadlo z nebe                     | Janice Karman a Michael BagdasarianBart Coughlin                         | 3. října 2018                      | 17. října 2018                 | 313       |
| 66           | 2728      | Girls Night OutTables Turned            | Holky na tahuZáměny, výměny                    | Janice KarmanBart Coughlin                                               | 4. října 2018                      | 18. října 2018                 | 314       |
| 67           | 2930      | Dave RebootedGerms                      | Restartovaný DaveBacily                        | Janice KarmanJanice Karman a Michael Bagdasarian                         | 5. října 2018                      | 19. října 2018                 | 315       |
| 68           | 3132      | Talking Teddy's RevengeSnail-A-Palooza  | Pomsta mluvícího médiŠnekonoce                 | Janice KarmanJanice Karman a Michael Bagdasarian                         | 22. října 201823. října 2018       | 22. října 2018                 | 316       |
| 69           | 3334      | Pizza DashGlory Days                    | Stroj na pizzuDny slávy                        | Janice Karman a Michael BagdasarianJeffery St. Ours                      | 22. října 201823. října 2018       | 23. října 2018                 | 317       |
| 70           | 3536      | SwitcherooThe Paperboy                  | VýměnaChlapec od novin                         | Bart CoughlinCraig Carlson, Michael Bagdasarian a Janice Karman          | 24. října 2018                     | 24. října 2018                 | 318       |
| 71           | 3738      | Across the UniverseBritt's Picks        | Napříč vesmíremBrity tipy                      | Peter SaisselinPeter Saisselin a Amy Serafin                             | 25. října 2018                     | 25. října 2018                 | 319       |
| 72           | 3940      | A Rose by Any Other NameQueen Bee       | Co je růží zvánoVčelí královna                 | Michael Bagdasarian a Craig CarlsonJanice Karman                         | 26. října 201828. února 2019       | 4. března 2019                 | 320       |
| 73           | 4142      | Pack AnimalThe Haunted Getaway          | ZabalenoZakleto                                | Barbara Weber-BoustaniJanice Karman                                      | 29. října 201828. února 2019       | 5. března 2019                 | 323       |
| 74           | 4344      | The Devil Wears RodentiaCareer Day      | Ďábel nosí RudenciiA co dělají vaši?           | Peter Saisselin, Amy Serafin a Michael BagdasarianBarbara Weber-Boustani | 26. října 201829. října 2018       | 6. března 2019                 | 322       |
| 75           | 4546      | Lost in Space...CampSuper Hot Chocolate | Ztracen ve vesmíru...skoroSuper horká čokoláda | Michael Bagdasarian a Peter SaisselinJeffery St. Ours                    | 1. března 2019                     | 7. března 2019                 | 323       |
| 76           | 4748      | Theo's Big Night OutThe Bodygurad       | Theodorova velká nocOsobní strážce             | Janice Karman a Vanessa BagdasarianPeter Saisselin                       | 24. prosince 201825. prosince 2018 | 8. března 201911. března 2019  | 324       |
| 77           | 4950      | The Great Chipmunk DetectiveGuitar Hero | Velký malý detektivKytarový hrdina             | Michael BagdasarianJanice Karman                                         | 25. prosince 201826. prosince 2018 | 12. března 201913. března 2019 | 325       |
| 78           | 5152      | The C TeamFather Daughter Dance         | Céčkový týmTanec otců a dcer                   | Janice KarmanJanice Karman a Vanessa Bagdasarian                         | 24. prosince 201829. října 2018    | 14. března 201915. března 2019 | 326       |

### Čtvrtá řada (2019–2021)
| Č. v seriálu | Č. v řadě | Původní název                              | Český název                                   | Scénář                                                                                  | Premiéra v Francii                 | Premiéra v ČR                        | Prod. kód |
| ------------ | --------- | ------------------------------------------ | --------------------------------------------- | --------------------------------------------------------------------------------------- | ---------------------------------- | ------------------------------------ | --------- |
| 79           | 12        | The ToyBloodline                           | HračkaRodokmen                                | Janice KarmanJanice Karman a Michael Bagdasarian                                        | 2. července 20193. července 2019   | 22. července 2019                    | 401       |
| 80           | 34        | Theodore's CallingClumsy Jeanette          | Theodorův koníčekNemotorná Jeanette           | Janice KarmanPeter Saisselin a Amy Serafin                                              | 4. července 20195. července 2019   | 23. července 2019                    | 402       |
| 81           | 56        | Adventures in BabysittingAlvin's Assistant | Dobrodružná hlídačkaAlvinův asistent          | Janice Karman a Michael BagdasarianMichael Bagdasarian                                  | 8. července 20199. července 2019   | 24. července 2019                    | 403       |
| 82           | 78        | MysterionsThe Crow Ate My Homework         | TajemňáciVrána mi snědla úkol                 | Bart CoughlinJanice Karman a Michael Bagdasarian                                        | 10. července 201911. července 2019 | 25. července 2019                    | 404       |
| 83           | 910       | Simon SaysSing Like a Canary               | Simon říkáZpívat jako kanárek                 | Michael Bagdasarian, Peter Saisselin a Amy SerafinJanice Karman                         | 12. července 201915. července 2019 | 26. července 201929. července 2019   | 405       |
| 84           | 1112      | Pirates LifeWorld Record                   | Život pirátaSvětový rekord                    | Bart CoughlinMaryanne Contreras                                                         | 16. července 201917. července 2019 | 30. července 201931. července 2019   | 406       |
| 85           | 1314      | Tour BusGame Show                          | AutobusSoutěž                                 | Janice KarmanJanice Karman a Michael Bagdasarian                                        | 18. července 201919. července 2019 | 4. listopadu 20195. listopadu 2019   | 407       |
| 86           | 1516      | Alvin ManagementTime Capsule               | Alvinova ochrankaČasová schránka              | Bart CoughlinBarbara Weber-Boustani, Peter Saisselin a Michael Bagdasarian              | 30. září 2019                      | 6. listopadu 20197. listopadu 2019   | 408       |
| 87           | 1718      | Munk vs MachineShack Magic                 | Čipmánek versus mašinaKouzelná chatrč         | Bart CoughlinMichael Bagdasarian, Peter Saisselin és Amy Serafin                        | 1. října 2019                      | 8. listopadu 201911. listopadu 2019  | 409       |
| 88           | 1920      | Big Bro TheodoreNo Putts, No Glory         | Velký bratr TheodorSláva, jen to švihne       | Barbara Weber-Boustani a Peter SaisselinJanice Karman és Michael Bagdasarian            | 2. října 20193. října 2019         | 12. listopadu 201914. listopadu 2019 | 410       |
| 89           | 2122      | Granny AwardsSick Day                      | Ceny GrannyNemoc                              | Peter Saisselin, Amy Serafin a Michael BagdasarianBart Coughlin                         | 2. října 20194. října 2019         | 13. listopadu 201918. listopadu 2019 | 411       |
| 90           | 2324      | The Exchange StudentCrystal Ball Birthday  | Výměnný studentNarozeniny z křišťálové koule  | Janice Karman és Michael Bagdasarian                                                    | 3. října 20194. října 2019         | 15. listopadu 201919. listopadu 2019 | 412       |
| 91           | 2526      | Artsy SmartsyThe Crush                     | Chytré uměníZabouchnutí                       | Bart Coughlin                                                                           | 2. března 20203. března 2020       | 20. listopadu 201921. listopadu 2019 | 413       |
| 92           | 2728      | Best in ShoeRoyal Pain                     | Nejlepší švecKrálovská bolest                 | Janice Karman a Michael BagdasarianVanessa Bagdasarian                                  | 2. března 20203. března 2020       | 13. července 202014. července 2020   | 414       |
| 93           | 2930      | Between a Rope and a Hard PlaceWorld Day   | Mezi provazem a zemíSvětový den               | Janice Karman, Michael Bagdasarian a Peter SaisselinJanice Karman a Vanessa Bagdasarian | 4. března 2020                     | 15. července 202016. července 2020   | 415       |
| 94           | 3132      | Allergic ReactionLice-enced to Teach       | Alergická reakceVeškeré učení doma            | Janice Karman, Amy Serafin a Peter SaisselinJanice Karman a Bart Coughlin               | 5. března 20206. března 2020       | 17. července 202020. července 2020   | 416       |
| 95           | 3334      | Animal House PartyDr. Zap vs Electroboy    | Zvířecí mejdanDoktor Blesk versus Elektrokluk | Janice KarmanBart Coughlin                                                              | 5. března 20209. června 2021       | 21. července 202022. července 2020   | 417       |
| 96           | 3536      | Mega Bounce BattleGossip Guy               | Odrážecí bitkaDrbárna                         | Bart CoughlinJanice Karman, Michael Bagdasarian a Vanessa Bagdasarian                   | 9. března 2020                     | 23. července 202024. července 2020   | 418       |
| 97           | 3738      | ChimpmaniaDad Jokes                        | ČimpánekTáta vtipálek                         | Janice KarmanAmy Serafin, Peter Saisselin a Michael Bagdasarian                         | 6. března 20209. června 2021       | 27. července 202028. července 2020   | 419       |
| 98           | 3940      | The Chosen ChipmunkDouble Dangus           | Vyvolený ČipmánekDangus na druhou             | Janice Karman a Michael BagdasarianJeffery St. Ours                                     | 9. června 2021                     | 30. července 202029. července 2020   | 420       |
| 99           | 4142      | Last Day of SummerThe Littlest Robot       | Poslední den prázdninRobůtek                  | Michael BagdasarianJanice Karman                                                        | 9. června 202129. května 2021      | 7. října 20208. října 2020           | 421       |
| 100          | 4344      | You TrollLife of the Party                 | O trollechOslava života                       | Janice KarmanMichael Bagdasarian                                                        | 29. května 202114. května 2021     | 9. října 202012. října 2020          | 422       |
| 101          | 4546      | Sick As a ChipmunkInstant Gram             | Stonat jak ČipmánekInstant Gram               | Jeffery St. OursJanice Karman a Vanessa Bagdasarian                                     | 14. května 2021                    | 13. října 202014. října 2020         | 423       |
| 102          | 4748      | Of Mice and MunksSimon Saves the World     | O myších a ČipmancíchSimon zachraňuje svět    | Janice Karman a Vanessa BagdasarianMichael Bagdasarian                                  | 14. května 2021                    | 15. října 202016. října 2020         | 424       |
| 103          | 4950      | Geizmo's Day OutUnbored                    | Geizmo na návštěvěJak se nenudit              | Janice KarmanMichael Bagdasarian                                                        | 14. května 2021                    | 19. října 202020. října 2020         | 425       |
| 104          | 51        | A Very Merry Chipmunk                      | Šťastný a veselý Čipmánek                     | Janice Karman                                                                           | 9. června 2021                     | 19. prosince 2020                    | 426       |

### Pátá řada (2021–2022)
| Č. v seriálu | Č. v řadě | Původní název                         | Český název   | Scénář                                                                | Premiéra v Francii           | Premiéra v ČR                  | Prod. kód |
| ------------ | --------- | ------------------------------------- | ------------- | --------------------------------------------------------------------- | ---------------------------- | ------------------------------ | --------- |
| 105          | 12        | DesertedThe Great Snack Off           | bude oznámeno | Janice KarmanMichael Bagdasarian                                      | 23. srpna 202124. srpna 2021 | 31. května 2021                | 501       |
| 106          | 34        | Unboxing DayDave's Pavilion           | bude oznámeno | Janice Karman a Vanessa BagdasarianJanice Karman                      | 25. srpna 202126. srpna 2021 | 1. června 2021                 | 502       |
| 107          | 56        | U-FlyYeti or Not                      | bude oznámeno | Michael BagdasarianJanice Karman a Michael Bagdasarian                | 27. srpna 202131. srpna 2021 | 3. června 20212. června 2021   | 503       |
| 108          | 78        | TakenThe Flying Beast                 | bude oznámeno | Bart CoughlinJanice Karman                                            | 26. srpna 202131. srpna 2021 | 7. června 20214. června 2021   | 504       |
| 109          | 910       | The Curse of MacBethZeela the Great   | bude oznámeno | Michael BagdasarianJanice Karman                                      | 27. srpna 202130. srpna 2021 | 8. června 20219. června 2021   | 505       |
| 110          | 1112      | Dr. SleepDavey Boy                    | bude oznámeno | Michael BagdasarianJanice Karman a Vanessa Bagdasarian                | 16. září 202131. srpna 2021  | 11. června 202110. června 2021 | 506       |
| 111          | 1314      | The Road WarriorMy Fair Chipette      | bude oznámeno | Janice Karman a Michael BagdasarianJanice Karman                      | 17. září 202120. září 2021   | 28. září 202127. září 2021     | 507       |
| 112          | 1516      | Gone GalTime Traveler's Party         | bude oznámeno | Janice Karman a Michael BagdasarianMichael Bagdasarian                | 21. září 202123. září 2021   | 29. září 202130. září 2021     | 508       |
| 113          | 1718      | The House on Cedar LaneBathroom Bully | bude oznámeno | Janice Karman a Vanessa BagdasarianPeter Saisselin a Amy Serafin      | 22. září 202124. září 2021   | 4. října 20211. října 2021     | 509       |
| 114          | 1920      | The Return of ThornbergauphtSquashed  | bude oznámeno | Vanessa BagdasarianJanice Karman                                      | 27. září 202128. září 2021   | 5. října 20216. října 2021     | 510       |
| 115          | 2122      | Writer's BlockJinxed!                 | bude oznámeno | Janice KarmanAmy Serafin, Peter Saisselin a Michael Bagdasarian       | 29. září 202130. září 2021   | 8. října 20217. října 2021     | 511       |
| 116          | 2324      | Fire SafetyCastle Catastrophe         | bude oznámeno | Michael BagdasarianJanice Karman a Michael Bagdasarian                | 27. října 2021               | 4. července 2022               | 512       |
| 117          | 2526      | The Party AnimalsWarren Seville       | bude oznámeno | Michael BagdasarianMichael Bagdasarian, Peter Saisselin a Amy Serafin | 27. října 202128. října 2021 | 5. července 2022               | 513       |
| 118          | 2728      | Excavation VacationTrophy Dad         | bude oznámeno | bude oznámeno                                                         | bude oznámeno                | bude oznámeno                  | 514       |
| 119          | 2930      | Skater GirlAll Washed Up              | bude oznámeno | bude oznámeno                                                         | bude oznámeno                | bude oznámeno                  | 515       |
| 120          | 3132      | Summmer SchoolPuzzled                 | bude oznámeno | bude oznámeno                                                         | bude oznámeno                | bude oznámeno                  | 516       |
| 121          | 3334      | Car WarsMr. Fix-It                    | bude oznámeno | bude oznámeno                                                         | bude oznámeno                | bude oznámeno                  | 517       |
| 122          | 3536      | Little Drummer BoySpecial Ingredient  | bude oznámeno | bude oznámeno                                                         | bude oznámeno                | bude oznámeno                  | 518       |
| 123          | 3738      | Alvin Gets SchooledMy Life As a Dog   | bude oznámeno | bude oznámeno                                                         | bude oznámeno                | bude oznámeno                  | 519       |